# Antoine Le Comte
Antoine Le Comte (né le 29 décembre 1629 à Paris, mort à Monchy-Saint-Éloi le 6 septembre 1683) est un ecclésiastique, français évêque de Grasse en 1681 à sa mort.

## Biographie
Anoine Le Comte naît à Paris, de François Le Comte, trésorier des guerres, et de Marie Le Clerc. Aumônier ordinaire du roi, il est pourvu de trois prieurés en commende et devient Prévôt de Glandèves en 1668. Il est désigné comme évêque de Grasse en 1681 après que Louis d'Aube de Roquemartine a été transféré à Saint-Paul-Trois-Châteaux. Il est confirmé le 13 juillet 1682 et consacré en août à Paris par Michel Phélypeaux de La Vrillière, l'archevêque de Bourges. Il prête serment au roi le 18 août dans la chapelle royale du château de Versailles, mais il ne voit jamais  son diocèse car il meurt à Monchy-Saint-Éloi près de Creil dont il est le seigneur en s'apprêtant à faire le voyage de prise de possession.